# Scope Clause
Die Scope Clause regelt in den amerikanischen Tarifverträgen die unterschiedlichen Pilotengehälter zwischen den Piloten von Kurzstreckenflugzeugen und Langstreckenflugzeugen bzw. Großraumflugzeugen. Sie ist fluggesellschaftspezifisch, und die Grenze ist typischerweise bei 76 Sitzen.
Ein Effekt der Scope Clauses ist, dass Regionaljets üblicherweise Größen haben, die genau den Obergrenzen verschiedener Scope Clauses entsprechen, und dass deren Hauptabsatzmarkt oft die USA sind.